# トヨタ・C型エンジン (初代)
トヨタ・C型エンジン（トヨタ・Cがたエンジン）は、トヨタ自動車の水冷直列4気筒ガソリンエンジンの系列である。
トヨタ初の4気筒エンジン。内径×行程をはじめ、初代B型と極力、部品の共通化が図られた。

## 系譜
- エンジン型式一覧の自動車用エンジンの系譜を参照。

## 型式
1940年1月登場
ガソリンエンジン
水冷直列4気筒OHV

### C - 2,300cc
- （初）トヨタAE型乗用車（1940年1月）
トヨタ初の中型乗用車
皇紀2600年記念・トヨタ国策乗用車「新日本号」として76台が生産された
- トヨタBA型乗用車（1940年5月）
木材を多用したAE型の資材節約（準戦時設計）版 17台生産